# Roman Griffin Davis
Roman Griffin Davis (Londra, 5 marzo 2007) è un attore britannico con cittadinanza francese, famoso per il suo ruolo d'esordio nel film Jojo Rabbit.

## Biografia
Roman Griffin Davis è nato a Londra, figlio del direttore della fotografia Ben Davis e della regista e sceneggiatrice francese Camille Griffin, ha una sorella maggiore, Dora, e due fratelli minori, Gilby Griffin e Hardy. È nipote del direttore della fotografia e cineoperatore Mike Davis, di origini irlandesi, e della regista Gabrielle Beaumont, di origini francesi. Possiede sia la cittadinanza francese che quella britannica.
Ha esordito come attore all'età di dodici anni, interpretando il protagonista del film satirico Jojo Rabbit (2019), un piccolo membro della Gioventù hitleriana con il Führer come amico immaginario. Per la sua interpretazione, Griffin Davis ha ottenuto il plauso della critica ed è stato candidato a diversi premi, tra cui il Golden Globe per il miglior attore in un film commedia o musicale e lo Screen Actors Guild Award per il miglior cast cinematografico; per questo film vince il premio come miglior giovane interprete alla 25ª edizione dei Critics' Choice Awards.

## Filmografia
- Jojo Rabbit, regia di Taika Waititi (2019)
- Silent Night, regia di Camille Griffin (2021)

## Riconoscimenti
- 2020 – Golden Globe[6]
  - Candidatura per il miglior attore in un film commedia o musicale per Jojo Rabbit
- 2019 – Chicago Film Critics Association Awards[7]
  - Candidatura per la miglior performance rivelazione per Jojo Rabbit
- 2020 – Critics' Choice Awards[8]
  - Miglior giovane interprete per Jojo Rabbit